# Rhodesian Special Air Service
Der Rhodesian Special Air Service war eine Spezialeinheit der Streitkräfte Rhodesiens innerhalb der Rhodesian Army und bestand mit Unterbrechungen von 1951 bis 1980.

## Geschichte

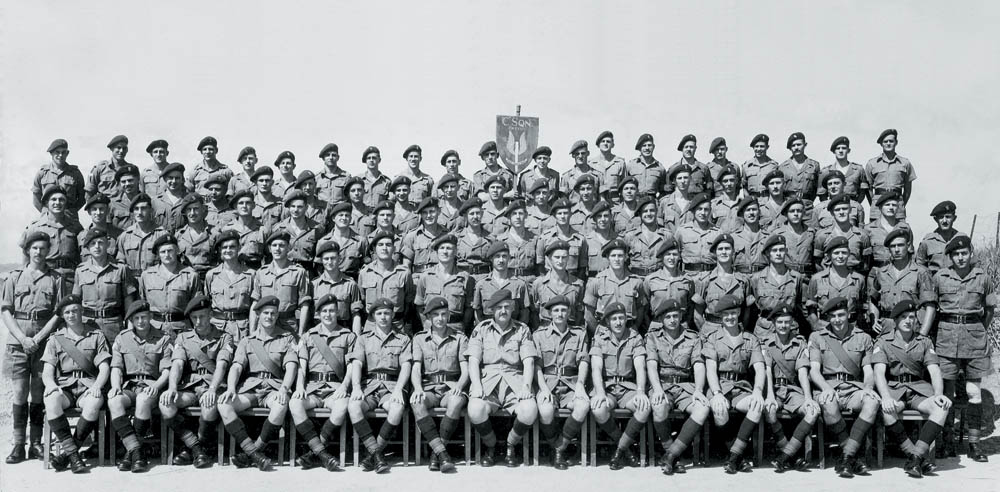
C-Squadron (Rhodesian) Special Air Service 1953 in Malaysia

Die Ursprünge des Rhodesischen SAS liegen in der C-Squadron des britischen Special Air Service. Diese wurde während des Malayan Emergency ab 1951 aus südrhodesischen Freiwilligen zunächst noch unter dem Namen The Far East Volunteer Group und später unter dem Namen Malayan Scouts gebildet. Zu dieser Zeit führte diese Einheit bereits die Insignien und das Wappen der C-Squadron (Rhodesian) Special Air Service. Nach Auflösung der Malayan Scouts 1953 wurde ab November 1959 mit denselben Mannschaften offiziell die C-Squadron (Rhodesian) Special Air Service aufgebaut, die ab 1961 einsatzbereit war.
Ende 1961 wurde die C-Squadron (Rhodesian) Special Air Service mit den Selous Scouts in die Ndola Barracks nach Ndola in Nordrhodesien verlegt. Mit dem Auseinanderbrechen der Föderation von Rhodesien und Njassaland Ende 1963 sollte die Einheit nach Südrhodesien zurückverlegt werden und hatte zu diesem Zeitpunkt 193 Mitglieder. Nur 130 dieser Mitglieder kehrten zurück und begannen mit Neustrukturierungen in den Cranborne Barracks in Salisbury. Der Rhodesian Special Air Service spielte zu dieser Zeit eine entscheidende Rolle bei der Aufstandsbekämpfung im Inland während des Rhodesienkonflikts. Neben den Selous Scouts waren der SAS die wichtigste Spezialeinheit, die im rhodesischen Buschkrieg eingesetzt wurden.
Im Juni 1978 wurde die C-Squadron zum 1. Rhodesian Special Air Service Regiment umgegliedert, hatte zu diesem Zeitpunkt etwa 250 Mitglieder und verlegte 1979 in die neuen Kabrit Barracks in Salisbury. Nach der Unabhängigkeit Simbabwes beschloss Robert Mugabe im März 1980, die Auflösung des Rhodesian Special Air Service, die zum 31. Dezember desselben Jahres umgesetzt wurde.